# Ватулеле
Ватулеле (фидж. Vatulele) — остров в Фиджи. Административно входит в состав Центрального округа.

## География
Остров Ватулеле расположен в южной части Тихого океана примерно в 32 км к югу от города Королеву на острове Вити-Леву, крупнейшем в Фиджи. Ближайший материк, Австралия, находится примерно в 2700 км.
Ватулеле представляет собой небольшой низменный остров, площадь которого составляет 31,6 км², а высшая точка достигает всего 34 м. Остров сформировался под водой в период олигоцена, а затем был поднят выше уровня Мирового океана в период позднего миоцена. С точки зрения геологии, остров имеет смешанное вулканическо-коралловое происхождение, и его можно отнести к поднятым атоллам. Западное побережье Ватулеле обрывистое, окружено окаймляющими рифами. Восточное же побережье, наоборот, низменное и омывается водами лагуны, отделённой от океанических вод барьерным рифом.
Остров покрыт типичной для атоллов растительностью, среди которой преобладают кокосовые пальмы, казуарины и панданусы. Климат на Ватулеле влажный тропический. Подвержен негативному воздействию циклонов.

## История
Исходя из обнаруженных на острове петроглифов, люди впервые побывали на Ватулеле около 3000 лет назад. Тем не менее из-за трудных условий для проживания (отсутствие постоянного источника пресной воды, бедность почвы) они в скором времени покинули его, оставив на утёсах западного побережья изображения в виде петроглифов.

## Население
Численность населения Ватулеле составляет около 950 человек (2007). На острове расположено четыре небольшие деревни.

## Экономика
Основное занятие местных жителей — сельское хозяйство (выращивание таро и производство копры). В последние годы активно развивается туризм.